# Halichaetonotus batillifer
Halichaetonotus batillifer är en djurart som tillhör fylumet bukhårsdjur, och som först beskrevs av Luporini och Ezio Tongiorgi 1972.  Halichaetonotus batillifer ingår i släktet Halichaetonotus och familjen Chaetonotidae. Inga underarter finns listade i Catalogue of Life.